# Trauerseeschwalbe
Die Trauerseeschwalbe (Chlidonias niger) ist eine Vogelart aus der Familie der Seeschwalben (Sternidae), die in der Holarktis vorkommt.

## Beschreibung

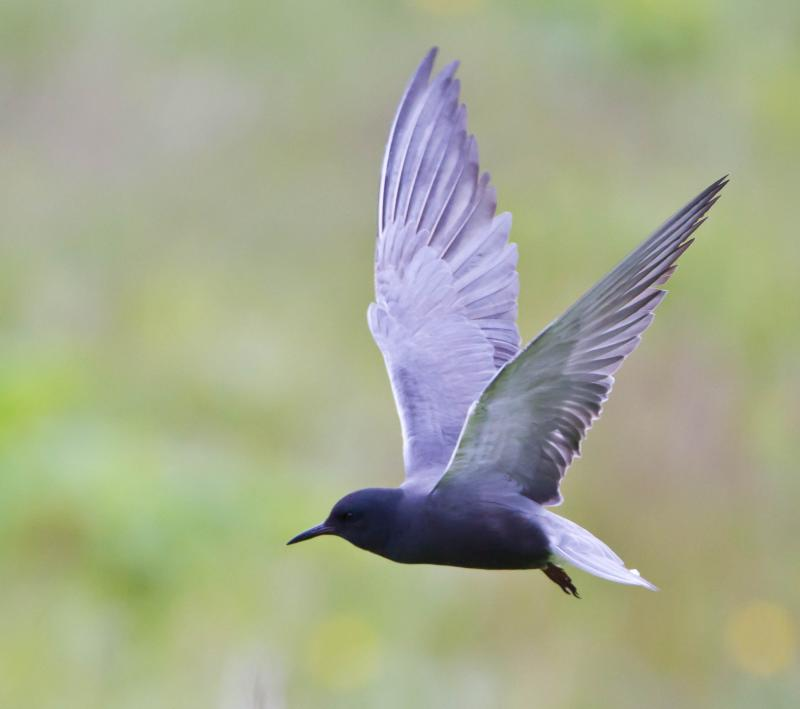
Flugbild einer Trauerseeschwalbe

Die häufigste Sumpfseeschwalbe Europas erreicht eine Körperlänge von 22 bis 25 Zentimeter und eine Flügelspannweite von 56 bis 62 Zentimeter. Sie ist damit deutlich kleiner als die Flussseeschwalbe. Es besteht kein auffälliger Sexualdimorphismus.
Im Prachtkleid sind der Kopf, die Brust und der Bauch tiefschwarz und die Körperoberseite ist grau gefärbt. Die Flügelunterseite ist hellgrau, die hintere Körperunterseite ist schwarzgrau, während die Unterschwanzdecken weiß sind. Im Schlichtkleid ist die Oberseite dunkelgrau, die Unterseite ist weiß. Auf den Brustseiten befindet sich vor dem Flügelansatz jeweils ein dunkler Fleck. Ihr spitzer Schnabel ist schwarz und die Füße rotschwarz gefärbt.
Im Schlichtkleid ist die Trauerseeschwalbe bei Freilandbeobachtungen nur sehr schwer von der Weißbart-Seeschwalbe und der Weißflügel-Seeschwalbe zu unterscheiden. Die Weißbart-Seeschwalbe ist allerdings etwas größer als die Trauerseeschwalbe und besitzt einen kräftigeren Schnabel. Die Weißflügelseeschwalbe weist an den Brustseiten keinen schwarzen Fleck auf.
Die Nestlinge sind Platzhocker. Frisch geschlüpft weisen sie lange und weiche Dunen mit einer feinen und seidigen Spitze auf. Sie sind auf der Körperoberseite sowie am Kinn und der Kehle lehmgelb bis zimtbraun mit schwarzen Flecken gefärbt. Die Brustmitte ist gräulich weiß. Die Flanken und der Bauch sind rötlich grau. Bei frisch geschlüpften Nestlingen ist der Schnabel schwarz mit einer rosa Basis. Bei ausfliegenden Jungvögel ist der Schnabel vollständig schwarz. Die Beine und die Füße sind in allen Altersstadien rosa mit einem grauen Anflug.
Der Ruf der Trauerseeschwalbe klingt in etwa wie „kiek“ oder „kik kik“. Der Flug ist gaukelnd und bogenförmig, häufig überfliegt sie nur niedrig die Wasseroberfläche.

## Verbreitungsgebiet und Lebensraum

Verbreitungsgebiet der Trauerseeschwalbe:
Brutgebiete
Durchzugsgebiete
Überwinterungsgebiete

Das Verbreitungsgebiet der Trauerseeschwalbe ist Nordamerika und Eurasien. In Mitteleuropa ist die Trauerseeschwalbe als Brutvogel selten, sie ist jedoch als Durchzügler regelmäßig und teilweise häufig an vielen Binnengewässern zu sehen. Die Trauerseeschwalbe ist ein Langstreckenzieher, die europäischen Populationen überwintern an den Küsten des tropischen Afrikas.
Die Trauerseeschwalbe lebt von April bis September am Rand von Gewässern, z. B. Sümpfen, Flachseen und Mooren, in Ost-, Süd- und Mitteleuropa. Ihre Winterquartiere haben sie an den Küsten des tropischen Westafrikas. In Deutschland wurden im Jahr 2005 nur etwa 760 Brutpaare gezählt.

## Ernährung
Die Trauerseeschwalbe ernährt sich von Fischen, Amphibien und Insekten. Die Hauptnahrung sind Libellen, besonders Großlibellen. Sie erbeutet ihre Nahrung im Flug aus der Luft oder von der Wasseroberfläche. Dabei bleiben Trauerseeschwalben gelegentlich längere Zeit rüttelnd in der Luft stehen oder fliegen sogar ein kleines Stückchen rückwärts.

## Fortpflanzung

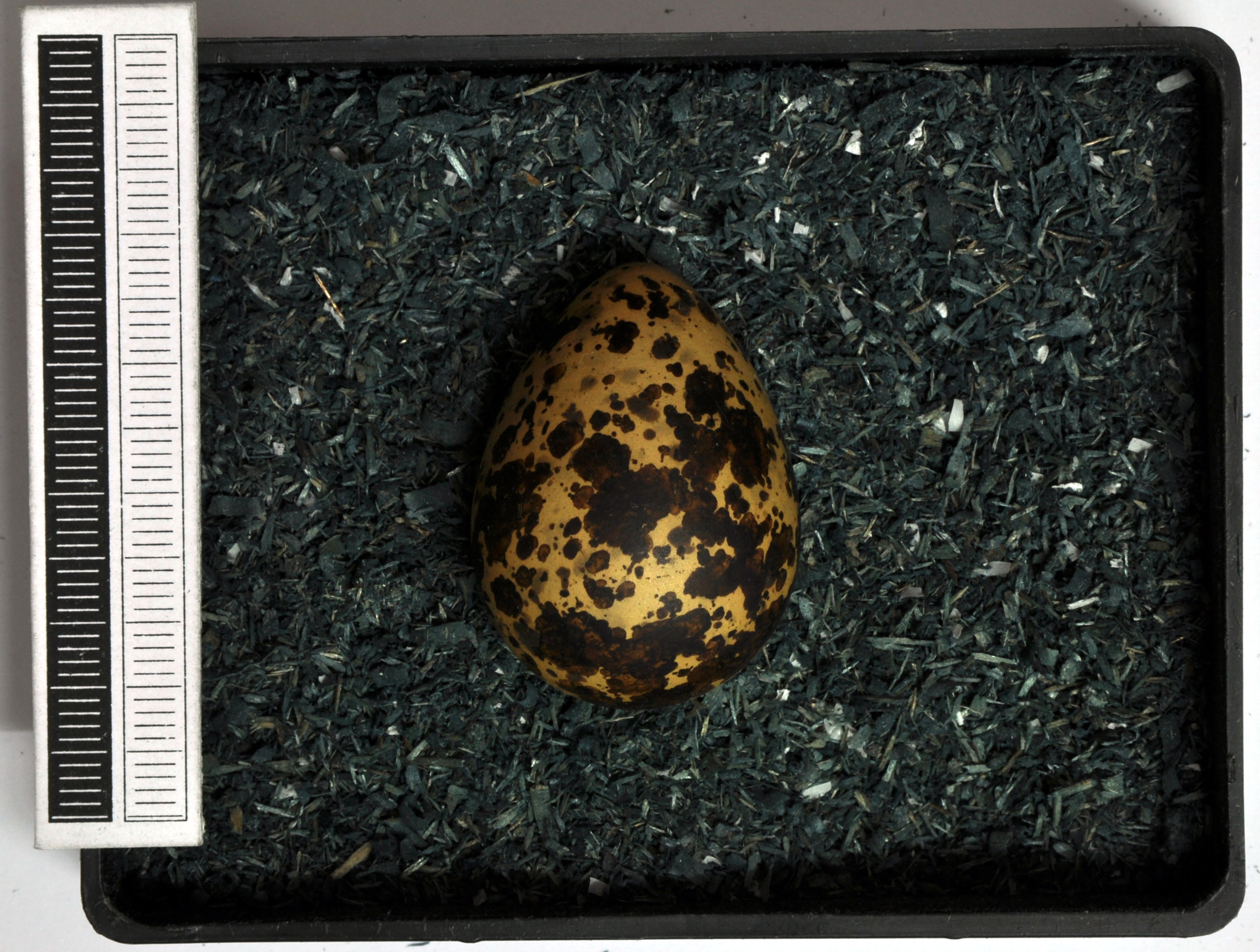
Ei (Sammlung Museum Wiesbaden)

Der Brutstandort der Trauerseeschwalbe sind reichlich mit Wasserpflanzen bewachsene süße und brackige Binnengewässer, Trauerseeschwalben brüten gewöhnlich in Kolonien. Das Nest wird auf schwimmenden, an Wasserpflanzen verankerten Haufen aus Pflanzenteilen oder auf zusammengetriebenen Schilfhalmen und umgeknickten Röhricht sowie in Sumpfgebieten auch auf festem Grund in der Sumpfvegetation errichtet. Die Brutperiode beginnt im Süden des Verbreitungsgebiets Mitte Mai, im nördlichen Teil des Verbreitungsgebietes dagegen ab Ende Mai. In der Regel wird nur eine Brut großgezogen.
Das Weibchen legt zwei bis drei dunkel gefleckte Eier. Diese sind oval bis kreiselförmig und haben eine glatte, schwach glänzende Oberfläche. Die Grundfärbung ist hellbeige, rahmfarben bis hellbraun. Sie weisen unregelmäßige Flecken und Klecksel auf, die sich überwiegend am stumpfen Pol des Eis konzentrieren. Der Legeabstand beträgt ein bis zwei Tage, die Eier werden von beiden Elternvögeln bebrütet, die das Brutgeschäft nach der Ablage des letzten Eis aufnehmen. Die Brutzeit beträgt 20 bis 22 Tage. Die Jungvögel werden von beiden Elternvögeln versorgt und bleiben etwa zwei Wochen auf dem Nest hocken. Sie werden mit 25 bis 28 Tagen flügge, werden aber von den Elternvögel weiterhin gefüttert. Sie verlassen etwa im Alter von sechs Wochen gemeinsam mit ihren Elternvögeln die Brutkolonie.

## Gefährdung und Schutzstatus
Die weltweite Bestandssituation der Trauerseeschwalbe wurde 2016 in der Roten Liste gefährdeter Arten der IUCN in die Kategorie „Least Concern (LC)“ = „nicht gefährdet“ eingestuft.
Die Trauerseeschwalbe ist in einigen Teilen ihres Verbreitungsgebietes vom Aussterben bedroht. Die häufigsten Gründe für die Verluste sind der Mensch und die wenigen ungestörten Brutplätze. Erfahrungen der letzten Jahre zeigten auch, dass größere Kolonien einen besseren Schutz der Gelege und besonders der Jungvögel bieten, denn eine Vielzahl von Altvögeln vermag sich offensichtlich besser vor den meisten Prädatoren wie Rabenkrähe oder Mink zu schützen, die in Kolonien unter etwa zehn Brutpaaren dafür verantwortlich sind, dass nur selten wenn überhaupt ein Jungvogel flügge wird. In den größeren Kolonien ist der Verlust von Gelegen oder Jungvögeln nur als sehr gering einzuschätzen. Für den erfolgreichen Ablauf des Brutgeschäftes müssen Gefahren wie Bootsbetrieb, Angeln und andere Freizeitaktivitäten ausgeschlossen werden.
In der Roten Liste der Brutvögel Deutschlands von 2020 wird die Art in der Kategorie „3 – gefährdet“ geführt.
Sie ist eine Art des Anhangs I der EU-Vogelschutzrichtlinie (RL 79/409/EWG).

## Trivia
Der Asteroid des äußeren Hauptgürtels (8766) Niger ist nach der Trauerseeschwalbe benannt (wissenschaftlicher Name: Chlidonias niger). Zum Zeitpunkt der Benennung des Asteroiden am 2. Februar 1999 befand sich die Trauerseeschwalbe auf der niederländischen Roten Liste gefährdeter Vögel. Niger Vallis hingegen, ein Tal auf dem Mars, wurde 1991 nach dem Fluss Niger benannt.